# All Through the Night
All Through the Night is een Amerikaanse thriller uit 1942 onder regie van Vincent Sherman. Destijds werd de film in Nederland uitgebracht onder de titel Onder het asphalt van New York.

## Verhaal
Wanneer een oude banketbakker wordt vermoord, gaat de gokker Alfred Donahue op onderzoek. Het spoor leidt naar de Duitse nachtclubzangeres Leda Hamilton, die kort daarna wordt ontvoerd. Donahue vindt haar terug in een veilinghuis. Dat blijkt een dekmantel te zijn voor Duitse spionnen.

## Rolverdeling
| Acteur           | Personage       |
| ---------------- | --------------- |
| Humphrey Bogart  | Alfred Donahue  |
| Conrad Veidt     | Hall Ebbing     |
| Kaaren Verne     | Leda Hamilton   |
| Jane Darwell     | Mevrouw Donahue |
| Frank McHugh     | Barney          |
| Peter Lorre      | Pepi            |
| Judith Anderson  | Madame          |
| William Demarest | Sunshine        |
| Jackie Gleason   | Starchy         |
| Phil Silvers     | Ober            |
| Wallace Ford     | Spats Hunter    |
| Barton MacLane   | Marty Callahan  |
| Edward Brophy    | Joe Denning     |
| Martin Kosleck   | Steindorff      |
| Jean Ames        | Annabelle       |
| Ludwig Stössel   | Mijnheer Miller |
| Irene Seidner    | Mevrouw Miller  |
| James Burke      | Forbes          |
| Ben Welden       | Smitty          |
| Hans Schumm      | Anton           |
| Charles Cane     | Sage            |
| Frank Sully      | Spence          |
| Sam McDaniel     | Saratoga        |